# Amándote (telenovela colombiana)
Amándote fue una telenovela colombiana realizada por Punch en 1986. Estuvo protagonizada por Martha Liliana Ruiz, Armando Gutierrez y Saín Castro, con la actuación especial del primer actor Carlos Muñoz. La telenovela cuenta la historia de un amor que es imposible por los múltiples acontecimientos que lo acompañan.

## Elenco
- Martha Liliana Ruiz
- Saín Castro - Alfonso Currea
- Carlos Muñoz - Oliverio Currea
- Consuelo Luzardo - Sebastiana de Currea
- Nelly Moreno - Ángela Currea
- Patricia Grisales
- Carmenza Gómez
- Armando Gutiérrez
- Alberto Saavedra - Cándido Pedroza
- Diego Álvarez
- Alejandro Buenaventura
- Margalida Castro
- Edgardo Román
- Hugo Armando
- Franky Linero
- Maria Alejandra Tovar
- Rocio Chacon

## Emisiones en otros países
Esta telenovela también fue exportada a otros países, como por ejemplo Chile, siendo la primera telenovela colombiana transmitida en la historia de la televisión del país austral por las pantallas de Megavisión el año 1991, pero no tuvo el éxito esperado y fue retirada del aire al poco tiempo. Tres años después, en 1994, debido al éxito de la telenovela Café, con aroma de mujer, las telenovelas colombianas comenzaron a llegar más constantemente a tierras australes.